# MS Color Fantasy
MS Color Fantasy – prom należący i eksploatowany przez norweskie linie Color Line na trasie łączącej Oslo w Norwegii oraz Kilonię w Niemczech. Został zbudowany w stoczni Aker Finnyards w Turku w Finlandii w 2004 roku. Wraz ze swoim siostrzanym statkiem MS Color Magic w 2015 był największym pod względem wielkości statkiem wycieczkowym z pokładem samochodowym na świecie.

## Na pokładzie

### Restauracje i kawiarnie
Oceanic à la Carte Restaurant, Grand Buffet, Cosmopolitan Gourmet Restaurant, Mama Bella Pizza, Ristorante, Tapas Bar, Promenade Café, Sports & Burger Bar, Observation Lounge

### Aktywność fizyczna
Color Spa & Fitnesss Center, Aqualand, Golfsimulator/Putt green, Adventure Planet, Cinema, Teen's Plaza, Kid's Corner, Baby's plaza

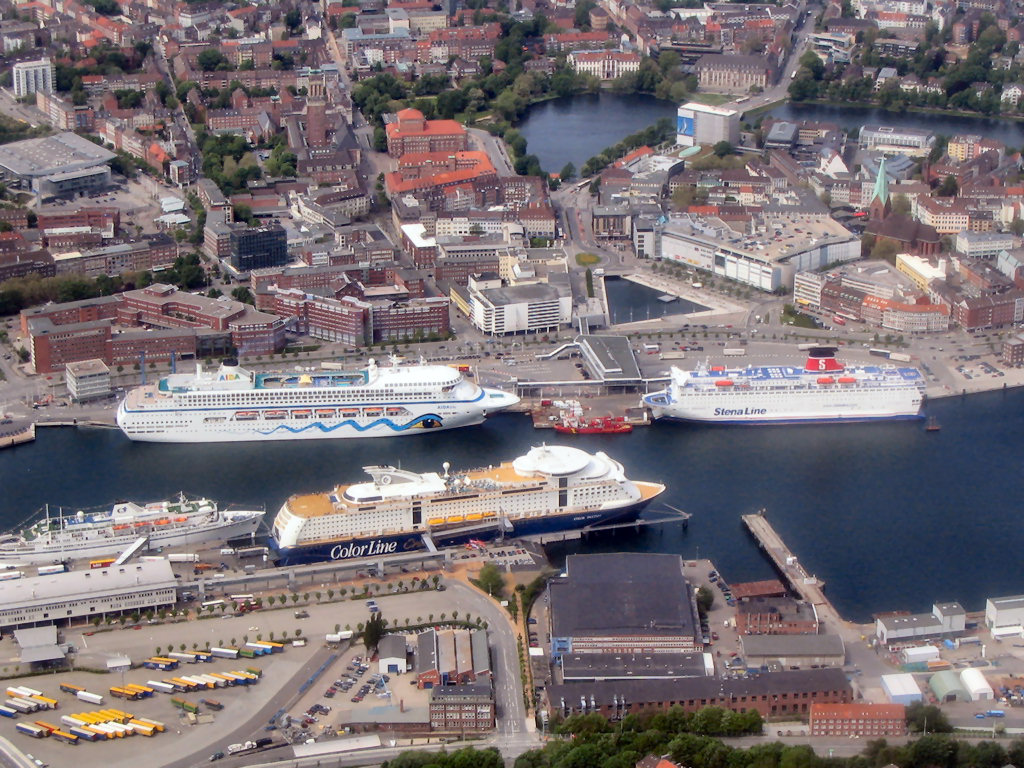
Zdjęcie z powietrza - Color Fantasy w Kilonii

### Bary, kluby nocne i rozrywka
Tower Night Club, Fantasy Show Lounge, Observation Lounge, Casino, Donkey Pub, Cosmopolitan Bar, Bar Bella

### Sklepy
Fantasy Promenade, Tax Free Market, Color Shop, Fashion Boutique, Perfume & Cosmetics, 24h kiosk

### Konferencje
Color Conference Center, Exhibition Center

### Ładunek
- Ciężarówki, pokład 3: 1030 mb
- Ciężarówki, pokład 2: 240 mb
- Samochody osobowe, pokład 5: 200 samochodów

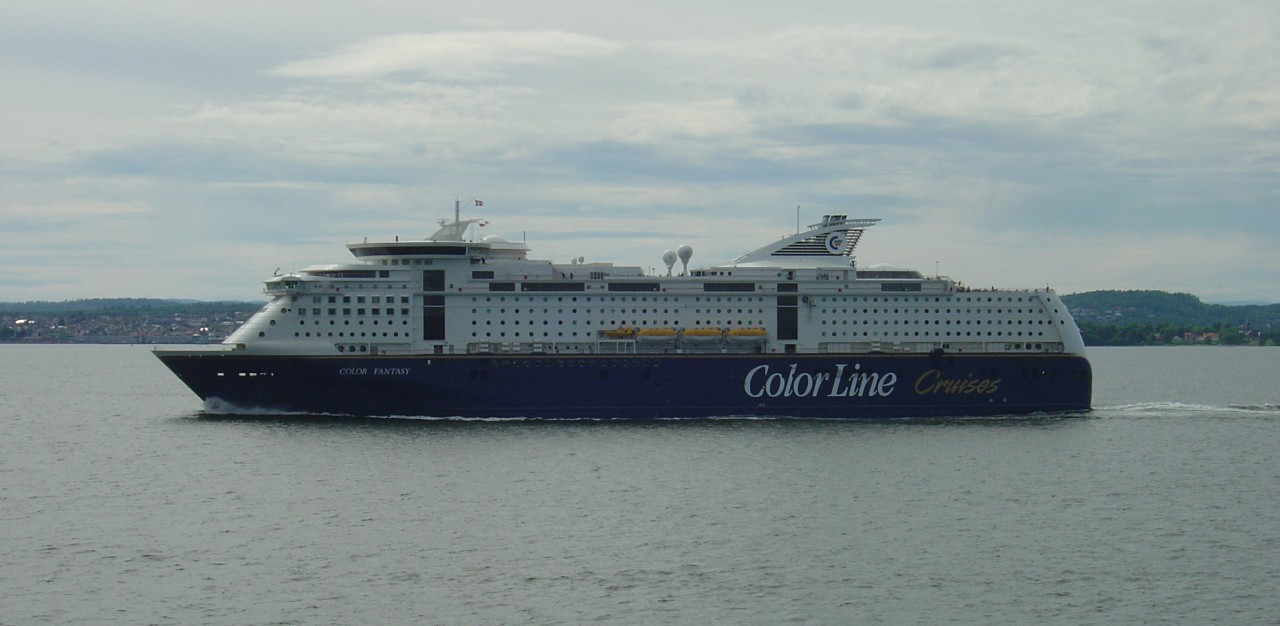
Color Fantasy w Horten

- Samochody osobowe, pokład 4: 258 samochodów
- Samochody osobowe, pokład 3: 292 samochody